# Kanton posawski
Kanton posawski (bośn. Posavski kanton; chorw. Županija Posavska; serb. Посавски кантон) – jeden z dziesięciu kantonów tworzących Federację Bośni i Hercegowiny.
Położony w północno-wschodniej części Bośni i Hercegowiny. Składa się z dwóch oddzielonych od siebie obszarów, niemających połączenia z resztą kantonów Federacji Bośni i Hercegowiny. Od północy graniczy z Chorwacją, natomiast od południa z Republiką Serbską oraz Dystryktem Brczko. Powierzchnia kantonu posawskiego wynosi 325 km², co czyni z niego najmniejszy z kantonów Federacji Bośni i Hercegowiny; obszar ten według spisu powszechnego z 2013 roku zamieszkany był przez 43 453 osoby; pod tym względem zajmuje 9. (przedostatnie) miejsce w federacji. Większość populacji (77.32%) stanowią Chorwaci, 18.99% ludności deklaruje narodowość boszniacką, natomiast zaledwie 1.91% serbską. Stolicą  kantonu jest Orašje, natomiast największym miastem Odžak.
Kanton posawski został utworzony 12 czerwca 1996 roku na podstawie ustawy o jednostkach federalnych, będącej efektem chorwacko-boszniackiego układu pokojowego z 1994 roku. W jego skład weszły fragmenty gmin Bosanski Šamac, Odžak i Orašje, które zostały uprzednio na podstawie układu z Dayton podzielone na części chorwacko-boszniackie (włączone w skład Federacji Bośni i Hercegowiny) oraz serbskie, które stały się częścią Republiki Serbskiej.

## Podział administracyjny
| Lp. | Gmina            | Powierzchnia (km²) | Populacja | Gęstość zaludnienia (osoby/km²) |
| --- | ---------------- | ------------------ | --------- | ------------------------------- |
| 1.  | Domaljevac-Šamac | 44,4               | 4 771     | 107,5                           |
| 2.  | Odžak            | 158,4              | 18 821    | 118,8                           |
| 3.  | Orašje           | 121,8              | 19 861    | 163,1                           |

Mapa podziału administracyjnego kantonu posawskiego:

## Demografia

### Stosunki narodowościowe
Podział etniczny na podstawie wyników spisu ludności z 2013 roku.
| Narodowość | Liczba | %     | W tym miejscu powinien znaleźć się wykres. Z przyczyn technicznych nie może zostać wyświetlony. Więcej informacji |
| Boszniacy  | 8 252  | 18,99 | W tym miejscu powinien znaleźć się wykres. Z przyczyn technicznych nie może zostać wyświetlony. Więcej informacji |
| Chorwaci   | 33 600 | 77,32 | W tym miejscu powinien znaleźć się wykres. Z przyczyn technicznych nie może zostać wyświetlony. Więcej informacji |
| Serbowie   | 831    | 1,91  | W tym miejscu powinien znaleźć się wykres. Z przyczyn technicznych nie może zostać wyświetlony. Więcej informacji |
| inni       | 770    | 1,77  | W tym miejscu powinien znaleźć się wykres. Z przyczyn technicznych nie może zostać wyświetlony. Więcej informacji |